# Црноје Ђурашевић
Црноје Ђурашевић је потомак Ђураша Вранчића, а његови потомци су се презивали Црнојевић - Ђурашевић, да би се Ђурашевић из презимена изгубило и на крају остало само Црнојевић. У историјској документацији, а због тадашње језичке несавршености, презимена Црнојевић сусрећу се још и као: Цьрноевићь (као што је то на печату Иван-бега), Чрноевићъ, Чрноевичь, Черноевичь и Чарнојевић. 